# 巴爾塔區

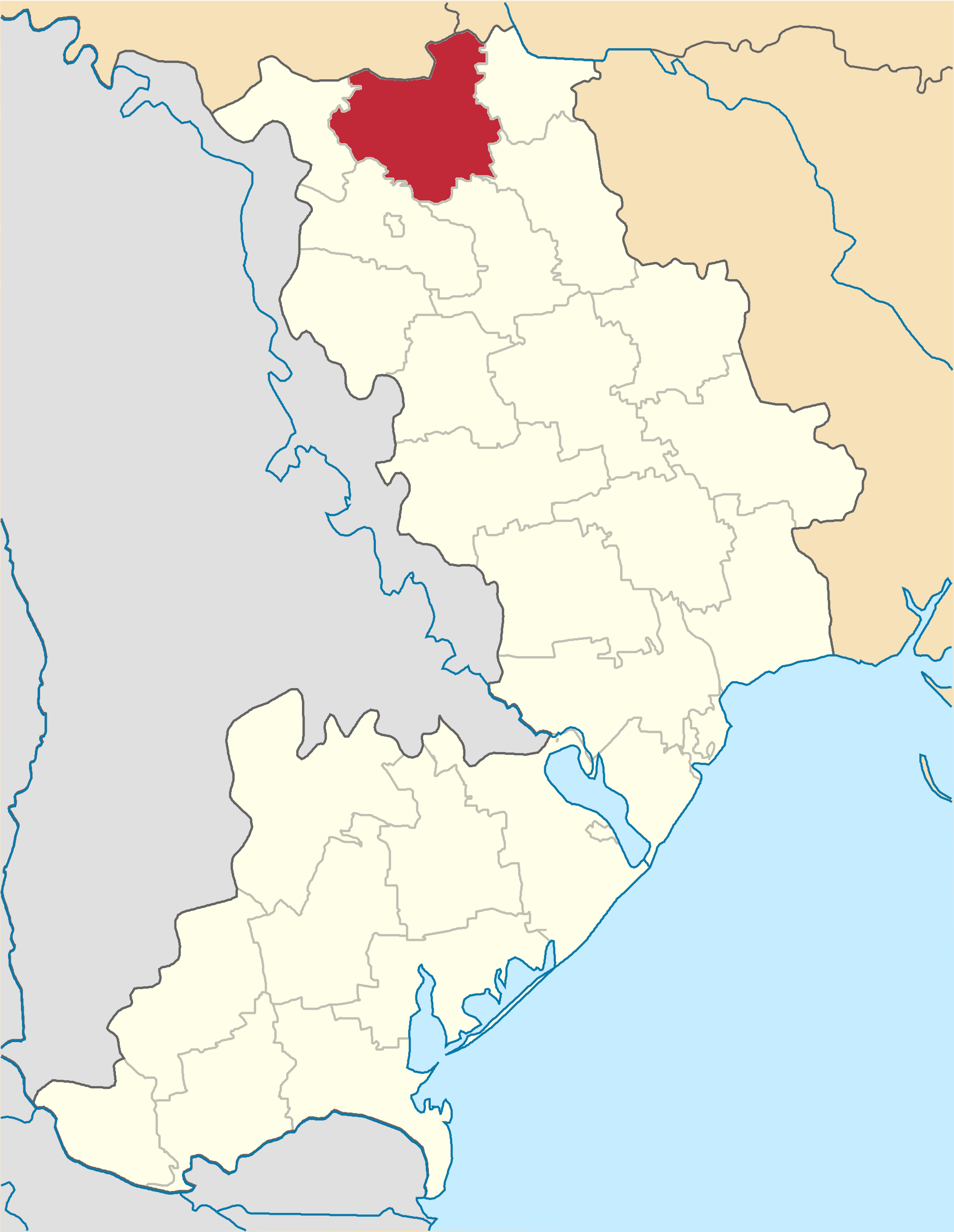
撤销前巴爾塔區在敖德萨州的位置

巴爾塔區（烏克蘭語：Балтський район），曾是烏克蘭的一個區，位於該國西南部，由敖德薩州負責管轄，首府設於巴爾塔，面積1,317平方公里，2012年人口43,077，人口密度每平方公里32.71人。
该区在2020年7月18日的乌克兰行政区划改革中被撤销，改革后敖德萨州下分为7个区，巴爾塔區合并至波多利斯克区。